# Iglesia de Riddarholmen

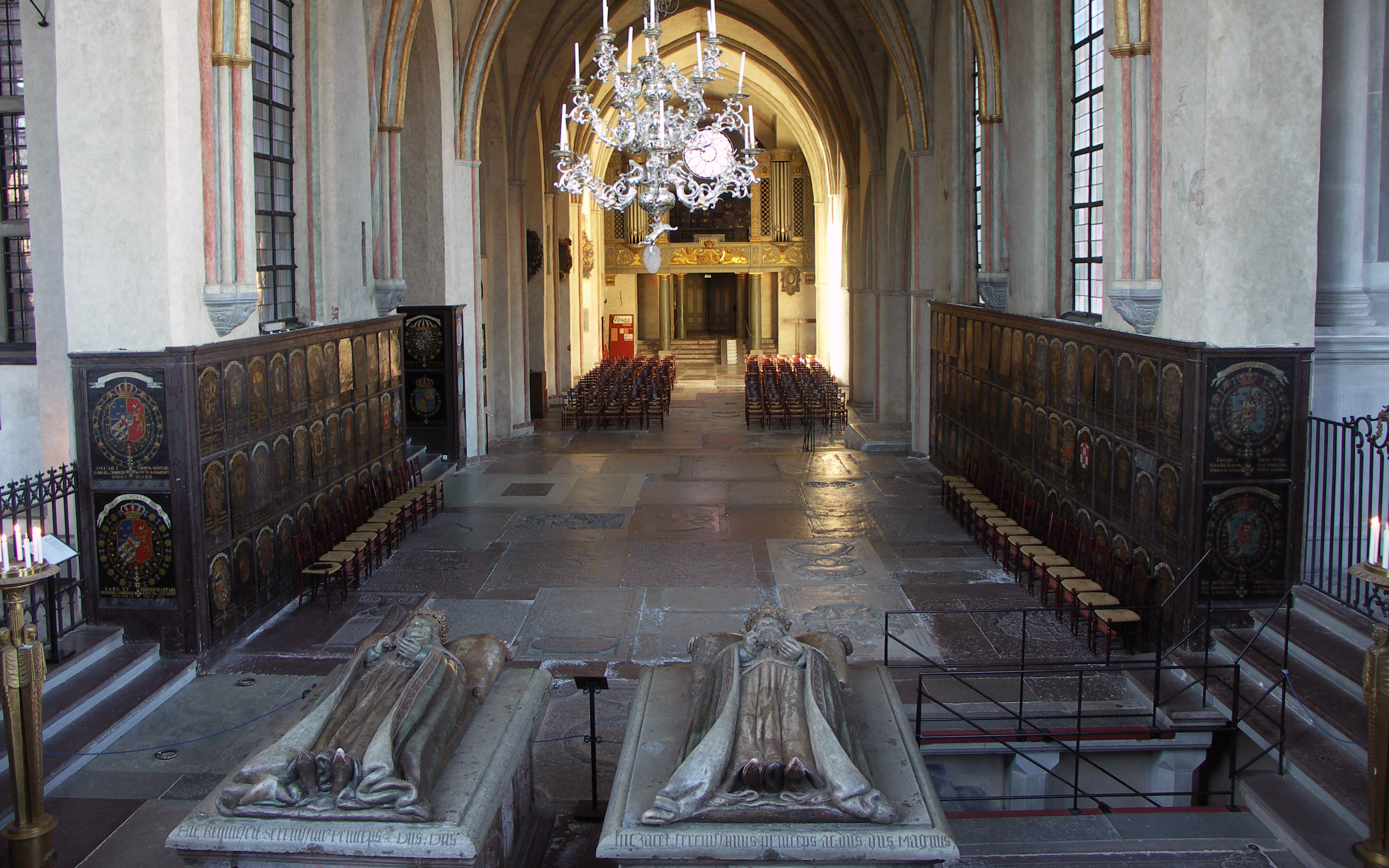
Interiores de Riddarholmskyrkan (el coro alto, con vista hacia el oeste). En primer plano, las tumbas de los reyes Carlos VIII y Magnus Ladulás.

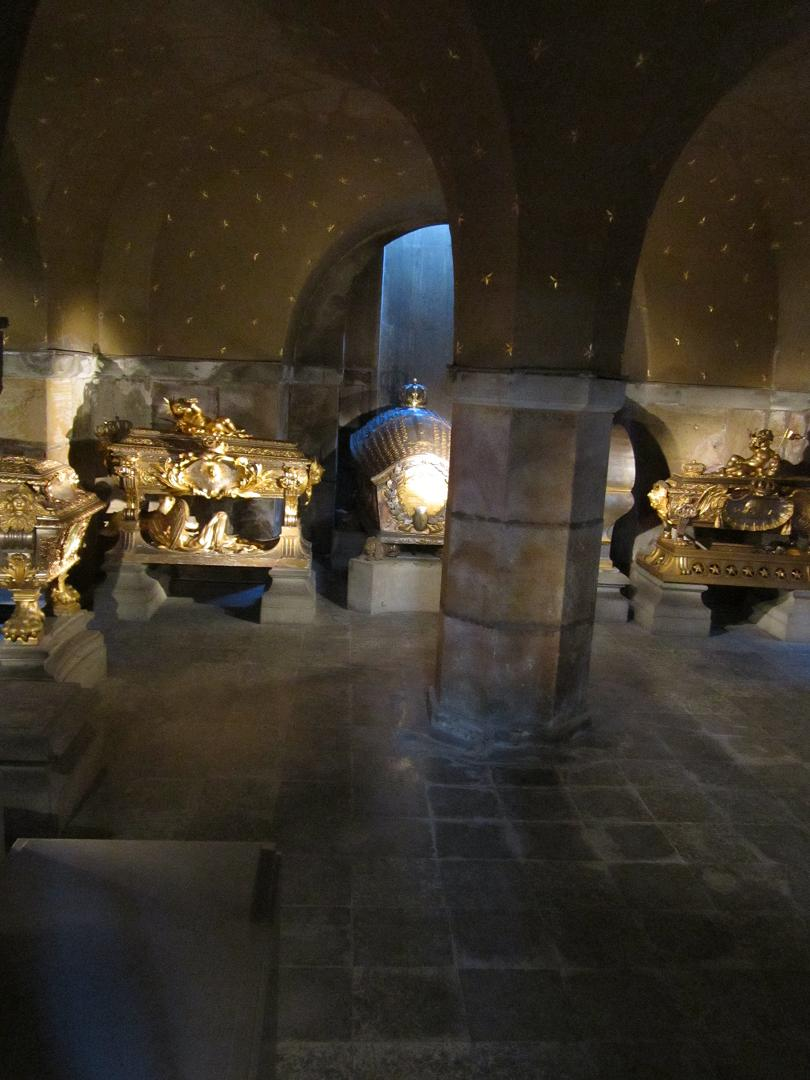
En la tumba caroliniana en la Iglesia de Riddarholmen hay sarcófagos y ataúdes, de los cuatro gobernantes suecos de la Familia del Palatinado, sus padres e hijos.

La Iglesia de Riddarholmen (en sueco: Riddarholmskyrkan) es la iglesia que sirve de panteón a los Reyes de Suecia. Se encuentra ubicada en la isla de Riddarholmen, próxima al Palacio Real en Estocolmo, Suecia. La congregación fue disuelta en 1807 y actualmente la iglesia se utiliza solamente para los funerales y en ceremonias especiales. En cualquier caso, los familiares de la actual familia real sueca son inhumados en el Cementerio Real, desde el año 1922.
La mayor parte de los monarcas suecos desde Gustavo II Adolfo a Gustavo V se encuentran enterrados aquí, además de monarcas anteriores, como Magnus Ladulås y Carlos VIII Knutsson. Faltan unos pocos, como la reina Cristina, convertida al catolicismo y enterrada en la Basílica de San Pedro de la Ciudad del Vaticano.
Esta iglesia es uno de los edificios más antiguos de Estocolmo; partes de él se construyeron en el siglo XIII, cuando fue edificado como monasterio franciscano. Después de la reforma protestante, el monasterio fue clausurado y el edificio cambió a iglesia de culto protestante. Se le añadió una aguja durante el reinado de Juan III, pero se quemó por un rayo durante una tormenta el 28 de julio de 1835, siendo reemplazada por una nueva. La mayor parte de la iglesia pertenece al estilo Gótico y fue edificada en ladrillo rojo; no obstante, varias de las capillas funerarias, que sobresalen del cuerpo del edificio notablemente, fueron realizadas en otros estilos arquitectónicos y materiales como mármol de Carrara.
La iglesia es también la sede ceremonial de la Orden de los Serafines, la principal distinción honorífica de Suecia.